# Gubat
Gubat è una municipalità di seconda classe delle Filippine, situata nella Provincia di Sorsogon, nella regione di Bicol.
Gubat è formata da 42 baranggay:
- Ariman
- Bagacay
- Balud Del Norte (Pob.)
- Balud Del Sur (Pob.)
- Benguet
- Bentuco
- Beriran
- Buenavista
- Bulacao
- Cabigaan
- Cabiguhan
- Carriedo
- Casili
- Cogon

- Cota Na Daco (Pob.)
- Dita
- Jupi
- Lapinig
- Luna-Candol (Pob.)
- Manapao
- Manook (Pob.)
- Naagtan
- Nato
- Nazareno
- Ogao
- Paco
- Panganiban (Pob.)
- Paradijon

- Patag
- Payawin
- Pinontingan (Pob.)
- Rizal
- San Ignacio
- Sangat
- Santa Ana
- Tabi
- Tagaytay
- Tigkiw
- Tiris
- Togawe
- Union
- Villareal